# Vertunovka
Vertunovka - Вертуновка (rus) és un poble de l'óblast de Penza. Rússia. El 2010 tenia 1.621 habitants.